# Picture a Scientist – Frauen der Wissenschaft
Picture a Scientist – Frauen der Wissenschaft (Originaltitel Picture a Scientist) ist ein Film von Ian Cheney und Sharon Shattuck, der Teilnehmern des Tribeca Film Festivals ab 15. April 2020 online erstmals zur Verfügung gestellt wurde. Der Film beschäftigt sich mit den Themen Diskriminierung, Sexismus und Rassismus im Wissenschaftsbetrieb am Beispiel von Frauen, die in naturwissenschaftlichen Fächern forschen und lehren.

## Inhalt
„Ja, die Forscherinnen in Picture a Scientist sind klug, inspirierend und ein eindrücklicher Beweis dafür, dass Wissenschaft Frauen braucht. Als Vorkämpferinnen und Botschafterinnen tun sie viel, um Mädchen und jungen Frauen den Weg in die Forschung zu erleichtern. Doch das alles nützt wenig, wenn sich das System, das sie unterdrückt, nicht von innen heraus ändert.“

Sharon Shattucks zeigt in ihrem Dokumentarfilm durch die Anekdoten ihrer Interviewpartnerinnen, dass eine Diskriminierung von Frauen in der Wissenschaft immer noch zu beobachten ist, obwohl viele davon ausgehen, in diesen Berufsfeldern seien festgefahrene Rollenbilder längst überholt. Auch im Wissenschaftsbetrieb müssen Frauen für Gleichberechtigung und Respekt kämpfen, nicht nur in Hinblick auf ihre beruflichen Leistungen, sondern auch aufgrund ihrer grundlegenden Menschenrechte. Insgesamt kommen rund ein Dutzend US-amerikanische Forscherinnen zu Wort, die in Interviews von Erlebtem berichten oder bei ihrer Arbeit im Labor gezeigt werden. Zudem verwendet der Film Statistiken und Studienergebnisse.
Die Geologin Jane Willenbring erzählt, wie sich eine Forschungsexpedition für sie zum Albtraum entwickelte und sie als Masterstudentin allein mit drei Männern in der Antarktis zur Zielscheibe von Mobbing geworden war. Sie habe es hingenommen, dass der Leiter der Mission sie beschimpfte, weil sie um ihre Karriere fürchtete. Erst 17 Jahre später, als sie sich als Wissenschaftlerin etabliert und eine Festanstellung hatte, reichte sie Beschwerde bei der Universität ein.
Raychelle Burks, Chemie-Professorin an der St. Edward’s University, erlebte darüber hinaus eine weitere Form der Diskriminierung im Wissenschaftsbetrieb, da sie als Woman of Color auch von weißen Frauen diskriminiert wurde und immer wieder glaubhaft versichern musste, wirklich zum wissenschaftlichen Team ihres Instituts zu gehören und nicht etwa zur Putzkolonne. Burks erklärt im Film, Randgruppen hätten es im akademischen Umfeld immer schwer: "Lange Zeit versuchst du, dich anzupassen oder dem Bild zu entsprechen, das sie von der Wissenschaft erstellt haben. Aber du wirst einfach nicht als eine von ihnen angesehen."
Im letzten Kapitel berichtet der Film von einem Kulturwandel und wie am Massachusetts Institute of Technology eine Studie von Wissenschaftlerinnen erstellt wurde, die die von verschiedenen Frauen berichteten Diskriminierungen und Vorurteile in wissenschaftlichen Berufen bestätigte.

## Produktion

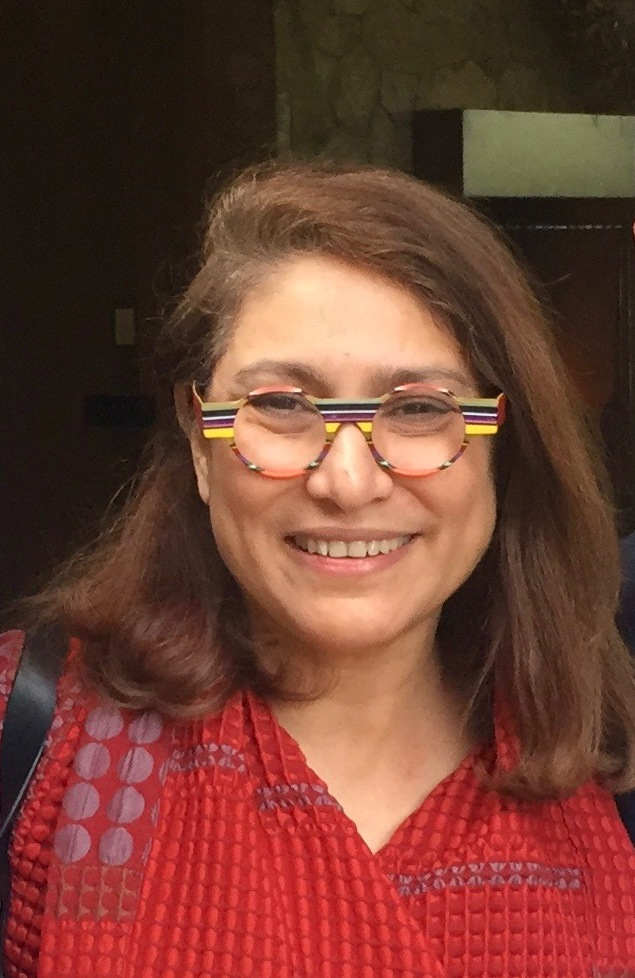
Mahzarin R. Banaji

Regie führte Sharon Shattuck gemeinsam mit ihrem männlichen Kollegen Ian Cheney. Sie lassen in ihrem Film verschiedene Wissenschaftlerinnen zu Wort kommen, so die indisch-US-amerikanische Sozialpsychologin Mahzarin Rustum Banaji, die Sozialpsychologin Corinne Moss-Racusin und Raychelle Burks, die als Professorin für analytische Chemie und Wissenschaftskommunikatorin an der St. Edward’s University in Austin, Texas, tätig ist und 2020 von der American Chemical Society mit dem Grady-Stack-Preis ausgezeichnet wurde. Des Weiteren wurden die US-amerikanische Anthropologin Kathryn Clancy und Jane Kathryn Willenbring interviewt, eine US-amerikanische Geomorphologin und Professorin an der Scripps Institution of Oceanography, die dafür bekannt ist, kosmogene Nuklide zu verwenden, um Landschaftsveränderungen und -dynamiken zu untersuchen.
Der Film sollte Mitte April 2020 im Rahmen des Tribeca Film Festivals in der Sektion Spotlight Narratives seine Weltpremiere feiern. Einen Monat vor Beginn des Festivals wurde dieses aufgrund der Coronavirus-Pandemie abgesagt und auf einen bislang unbekannten Zeitpunkt verschoben. Dennoch wurde der Film von 15. bis 26. April 2020, dem ursprünglichen Zeitfenster des Festivals, online zur Verfügung gestellt. Im Oktober 2020 wurde der Film beim Bergen International Filmfestival gezeigt. Am 29. April 2021 feierte Picture a Scientist seinen „Online-Kinostart“ auf dem Vimeo-Kanal des Kölner Filmverleihs mindjazz pictures.

## Rezeption

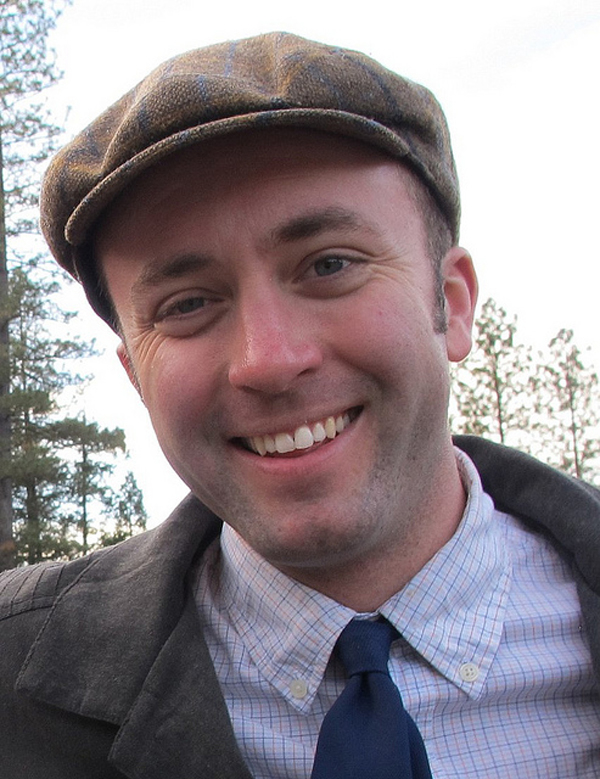
Sharon Shattuck führte gemeinsam mit ihrem männlichen Kollegen Ian Cheney (Bild) Regie

Helene Flachsenberg beschreibt das im Film verdeutlichte Problem für Frauen in naturwissenschaftlichen Berufen im Spiegel: „je weiter es die akademische Karriereleiter hinaufgeht, desto geringer ist ihr Anteil.“ Eine Leistung des Films sei es, zu verdeutlichen, wie auch vermeintliche Kleinigkeiten, wie Belästigungen, die Forscherinnen zermürben. Es gelinge Picture a Scientist jedoch nicht, die Rolle von Männern in diesem System zu hinterfragen. So sei es einerseits zwar konsequent, dass fast ausschließlich Frauen zu Wort kommen, andererseits bleibe das Bild so aber unvollständig. Einen Mann, der sich äußert, er habe nicht gedacht, dass die schlechte Behandlung seine Kollegin so stark treffe, ließen Regisseurin Sharon Shattuck und ihr Kollege Ian Cheney mit dieser Argumentation davonkommen, was so den gefährlichen Gedanken reproduziere, dass es irgendetwas an der Schwere von Diskriminierung ändere, wie das Opfer sich verhält. An dieser Stelle kippe das Konzept, die Geschichte nur aus Sicht der Frauen zu erzählen, weil es verschleierte, welchen Anteil Männer an dem Problem haben, aber auch an seiner Lösung, so Flachsenberg.
Nils Michaelis von Vorwärts findet, die Kraft dieses in seiner Grundhaltung sehr engagierten, in seiner Umsetzung aber sehr zurückgenommenen und über weite Strecken atmosphärisch starken Films liege in der schonungslosen Offenheit der Protagonistinnen, und schonungslos seien Nancy Hopkins, Jane Willenbring und Raychelle Burks nicht zuletzt gegenüber sich selbst: „Es muss sie einige Überwindung gekostet haben, all das auf den Tisch zu legen, was Begriffe wie 'Benachteiligung' mit Leben füllt.“ Dadurch, dass sich der Film auf Naturwissenschaftlerinnen konzentriert, genieße er die Vorteile einer klaren inhaltlichen Klammer. Es wäre allerdings ausgewogener gewesen, zum Beispiel auch die Geistes- und Sozialwissenschaften in den Blick zu nehmen, da der Eindruck entstehe, man wolle das Vorurteil widerlegen, der typische Naturwissenschaftler sei im Wortsinn männlich, so Michaelis.
Hartwig Tegeler von NDR Kultur schreibt, es seien eindrucksvolle und verstörende Geschichten, die die Doku erzähle und damit den  Strukturmechanismus aufzeige, der aus "abwerten, diskriminieren, ausgrenzen" bestehe.